# Ezzahra (délégation)
Ezzahra est une délégation tunisienne dépendant du gouvernorat de Ben Arous.
En 2004, elle compte 31 792 habitants dont 15 737 hommes et 16 055 femmes répartis dans 8 462 ménages et 9 783 logements.